# Gjurmët
Gjurmët (dt. Die Spuren) war eine kosovo-albanische New-Wave-Band bzw. Post-Punk-Band aus Pristina im Kosovo, die 1980 gegründet wurde. Sie gilt als eine der bekanntesten albanischsprachigen Bands des Kosovo zu Zeiten des ehemaligen Jugoslawien.

## Geschichte
Die Band wurde 1980 von Migjen Kelmendi (Gesang, Rhythmusgitarre) gegründet, dem Sohn des Schriftstellers und Journalisten Ramiz Kelmendi. Migjen Kelmendi studierte bis 1983 Jura an der Universität Pristina und war später als Radio- und Printjournalist sowie als Literat und Übersetzer tätig.
Er ließ sich in der Bandgründung von westlicher New-Wave-Musik inspirieren, arbeitete aber auch traditionelle kosovo-albanische musikalische Einflüsse in das Werk der Band ein.
Im Jahr 1982 nahm die Band den Song Karrigat auf, den Radio Televizioni i Prishtinës aufgrund seiner politischen Texte ablehnte. Anschließend nahm die Band Mikrofoni auf, dessen politische Texte jedoch akzeptiert wurden. 1984 nahm die Band das Material für ihr Debütalbum Gjurmët auf, das im folgenden Jahr auf Kassette veröffentlicht wurde.
Im Jahr 1986 trennte sich die Band. Nach ihrer Trennung wurde 1988 wurde das Lied Heroi i Qytetit Pa Lum veröffentlicht.
Im Jahr 2002 wurde das Album LP veröffentlicht, eine Kompilation von Aufnahmen aus den 1980er Jahren.
Kelmendi machte anschließend nach Aufenthalten in Kanada und den USA Karriere als Journalist. Er wurde später Produktionsleiter der kosovarischen Ausgabe des Albanischen Satellitenfernsehens und schließlich Direktor für das Programm Fernsehen und Literatur auf dem öffentlich-rechtlichen Sender RTK.

## Gesellschaftlicher Kontext
Inhaltlich beschäftigt sich Gjurmët mit den Interessen junger Menschen und den gesellschaftlichen und kulturellen Veränderungen im Kosovo der 1980er Jahre. Die Band agierte im Spannungsfeld zwischen der auf Radio Luxemburg gespielten internationalen Musik und Modernität auf der einen Seite sowie der kulturellen Repression albanisch singender Rockbands im sozialistischen Serbien auf der anderen Seite.
Beispielhaft für Gjurmëts Œuvre ist Hero I Qytetit Pa Lum (dt. Held einer Stadt ohne Fluss), für den David Bowie mit seinem Song Heroes stilistisch und inhaltlich wegweisend war und dessen Thema die Bandmitglieder auf ihre eigene Lebenssituation anwendeten. Gjurmët fragten sich, in welcher Form sie Helden in ihrer Stadt sein könnten. Sie beantworteten sich diese Frage damit, dass sie keine Helden sein können, weil ihre Heimatstadt Priština keinen Fluss besitzt. Er wurde zugeschüttet und sie leben in der einzigen Hauptstadt ohne Fluss – sie sind die Helden der Stadt ohne Fluss.
Das Betreiben einer Rockband wurde in dieser Zeit als politische Positionierung betrachtet. Nach den Unruhen im Kosovo im Jahr 1981 identifizierten sich die Bandmitglieder – wie viele junge Intellektuelle – unter dem Einfluss der Universität Pristina mit der albanisch-nationalistischen Opposition.
In den 80er Jahren traten Gjurmët auf Festivals vor bis zu 5000 Zuschauern auf, z. B. auf dem BOOM Pop Festival mit Bands aus ganz Jugoslawien.

## Diskografie
- 1985: Gjurmët (Album veröffentlicht auf Kassette) bei  Radio Television Priština[12]
- 2002: LP (Album veröffentlicht auf CD, Kompilation) im Selbstverlag, Retrospektive mit Aufnahmen, die zwischen 1982 und 1988 gemacht wurden[13]

## Texte über Gjurmët
- Migjen Kelmendi: To Change The World: A Short History of The Traces, (engl., dt. Die Welt verändern: Eine kurze Geschichte der Gjurmët.) JAVA Multimedia Production, Pristina 2001 – Das Buch beschreibt, wie die Rockszene auf dem Balkan inklusive der Band Gjurmët in die politischen Vorgänge eingebunden waren, die sich später zum Jugoslawienkrieg entwickelten. (Die englische Übersetzung des Bandnamens Gjurmët lautet traces.)[4][6]
- Migjen Kelmendi: Gjurmet LP (Erzählung)[10]